# Spatharokandidatos
Spatharokandidatos (en griego: σπαθαροκανδιδᾶτος), latinizado como spatharocandidatus, fue una dignidad de la corte bizantina de mediano rango utilizada en los siglos VII a XI. El título fue creado de la unión de los nombres de los títulos spatharios y kandidatos, que eran ambos una especie de guardia de palacio en los siglos IV a VI.
Las primeras referencias al título se dan en la Historia de Sebeos y en una carta del papa Gregorio II al emperador León III el Isaurio (r. 717–741). John B. Bury acepta su creación a principios del siglo VII, pero solo existen testimonios claros desde principios del siglo IX. En el Taktikon Uspensky, un tratado sobre la estructura administrativa, el protocolo y la precedencia en la corte del Imperio bizantino escrito en el siglo IX (conocido en general junto a otros similares como Taktika), la dignidad está ubicada por debajo de dishypatos y es superior a la de spatharios entre las dignidades destinadas a «hombres barbados» (es decir, no eunucos). Su insigne distintivo (brabeion) era una cadena de oro (maniakion) que se usaba alrededor del pecho. Esta dignidad no se otorgaba a eunucos, para quienes la dignidad correspondiente era la de spatharokoubikoularios.
A juzgar por la evidencia sigilográfica, la dignidad se asociaba principalmente con rangos de nivel medio, tales como notarios y jueces inferiores. En las listas de funcionarios conocidas como Taktika, la dignidad corresponde a posiciones específicas en el nivel más bajo de las jerarquías superiores, civiles y militares, como los asekretis (secretario superior), kleisourarches (comandante de un distrito de la frontera), topoteretes de un tagma o tourmarches de un thema (comandantes divisionales). La última mención documentada del título es en 1094 y fue cayendo en desuso hacia finales del siglo XII.